# Avelino González Fernández
Avelino González Fernández (Lamuño, 1893-Gijón, 1978) fue médico pediatra, coordinó e impulsó la atención a la infancia de Gijón desde 1925, durante más de 40 años. 
Tuvo una especial sensibilidad hacia la ciudad de Gijón. Se preocupó por su urbanismo que siempre definió con rasgos humanos. Ejerció un ecologismo responsable, con especial referencia al cuidado de los espacios verdes y lugares de sociabilidad para la población gijonesa. Se implicó en responsabilidades políticas, pero su gran preocupación fue la atención a niños y niñas y a sus familias con una idea central: una población sana debe educarse y criarse en un contexto amable, favorecedor de las relaciones humanas y con servicios públicos que velen por la salud. Él mismo escribió una autobiografía que denominó Historia de hechos verdaderos.

## Biografía
Avelino González Fernández nació en Lamuño (Cudillero). Su formación escolar transcurre ente la escuela de Inclán perteneciente al concejo de Pravia y el colegio de los Padres Jesuitas de Gijón donde termina el Bachillerato. Se licenció en Medicina en la Universidad de Valladolid. Dada su inclinación hacia la pediatría, el doctor Enrique Suñer Ordóñez (1878-1941), uno de sus profesores, le facilitó una carta de recomendación para proseguir la especialización en Madrid. En el Hospital del Niño Jesús, el doctor Manuel Tolosa Latour (1857-1919) precursor de la protección a la infancia pudo transmitirle la virtualidad de la primera Ley de Protección a la Infancia (12 de agosto de 1904) y las acciones que se podían emprender desde las Juntas Provinciales y Locales para proteger a la población infantil, dada  la elevada mortalidad y las enfermedades infecciones que la aquejaban. Allí pudo comprobar cómo funcionaba un consultorio de niños y niñas y una Gota de Leche que Tolosa Latour había fundado en 1904 junto con Rafael Ulecia Carmona (1850-1912).
Visitó en Barcelona al doctor D. Andrés Martínez Vargas (1861-1948), fundador de la Asociación Española de la Pediatría. Finalmente, viajó hasta Francia  para conocer la Gota de Leche que había fundado en 1894 el doctor D. León Dufour en Fécamps y los trabajos e investigaciones del doctor D. Bernard-Jean Antoine Marfan (1858-1942) que ejercía como pediatra en un Hospital de niños en París. 
Llegó a Gijón en 1919 decidido a mejorar la salud infantil y poner freno a la elevada mortalidad.
Su compromiso fue realizar una atención integral a la infancia, velar por su salud y la de las madres en sus procesos de embarazos y crianza. El contexto social le fue favorable. Gijón era una ciudad con un inusitado interés en la protección a las personas más desfavorecidas, a la población obrera, tal y como se puede constatar en las diversas entidades y organizaciones ocupadas en la “cuestión social” que, a su vez contribuían a elevar el nivel de conciencia de la población sobre las ideas higienistas y regeneracionistas. A ello contribuía también la prensa local. 

## Su obra
En 1921 el doctor Avelino González presentó ante la Junta Local de Gijón de Protección a la Infancia el proyecto de construcción de una Gota de Leche con las secciones de Maternidad, Lactancia Vigilada y Policlínicas Infantiles, según los planos del arquitecto municipal Miguel García de la Cruz (1874-1935). La construcción fue financiada con la contribución municipal, con el 5%  de las entradas a los espectáculos públicos y de las personas que pernoctaban en la ciudad en hoteles y establecimientos, también con la Rifa Pro Infancia, la “Benéfica”, que permitió sostener el funcionamiento del Instituto de Puericultura desde 1924. La primera fase fue finalizada en 1925 y se realizaron obras de ampliación en 1927 y 1933. 

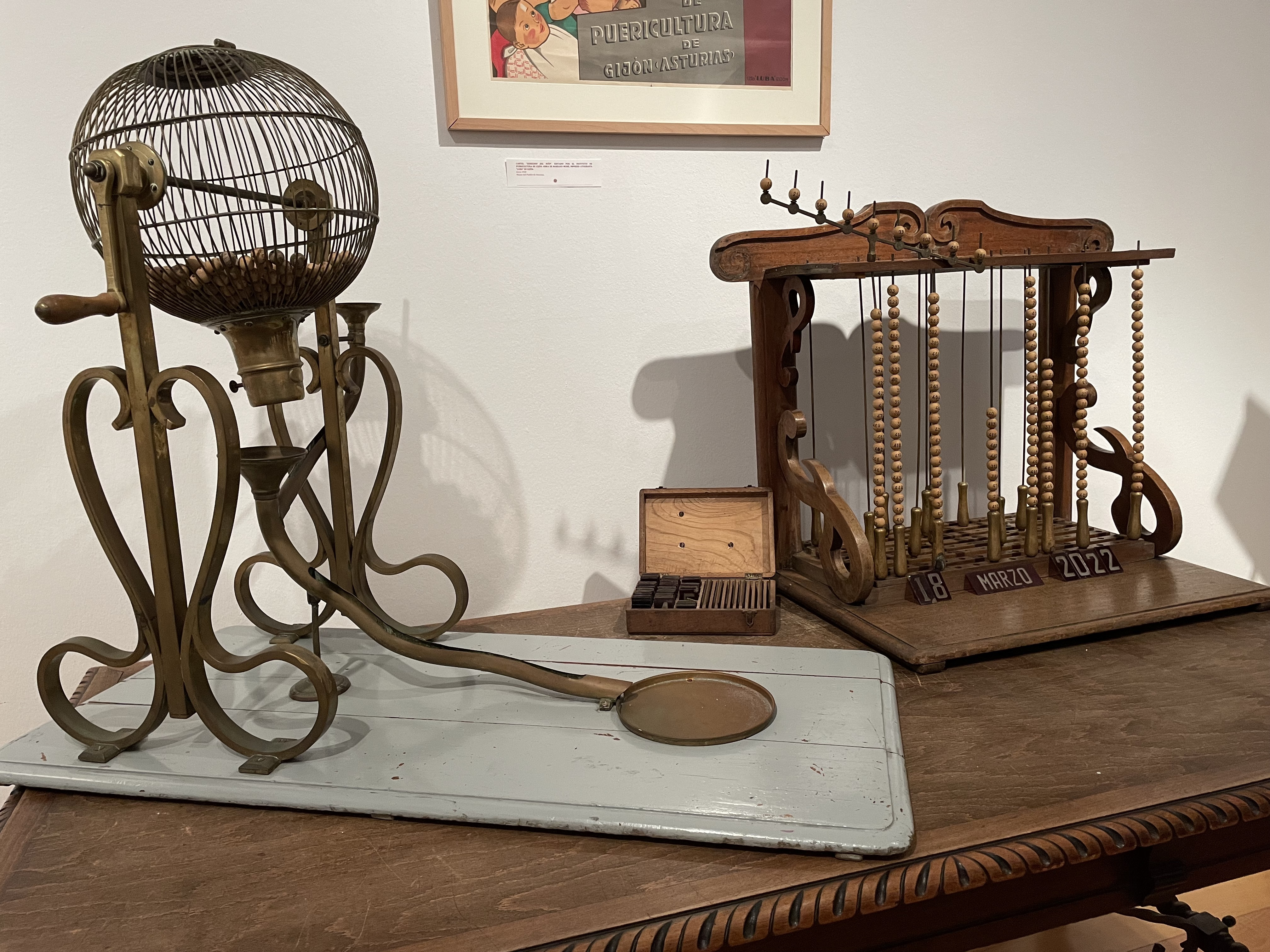
Bombo con el que se realizó el primer sorteo de la rifa Pro Infancia de Gijón.

La Gota de Leche también albergó desde 1927 la Escuela de Puericultura que otorgaba los títulos de Niñera, Dama Enfermera y Dama Visitadora. Fue la primera escuela autorizada en España después de la de Madrid. Desde 1929 se constituyó también la Escuela de Madres en donde se impartían conocimientos referidos a la higiene, al cuidado, a la prevención de posibles enfermedades de la infancia.

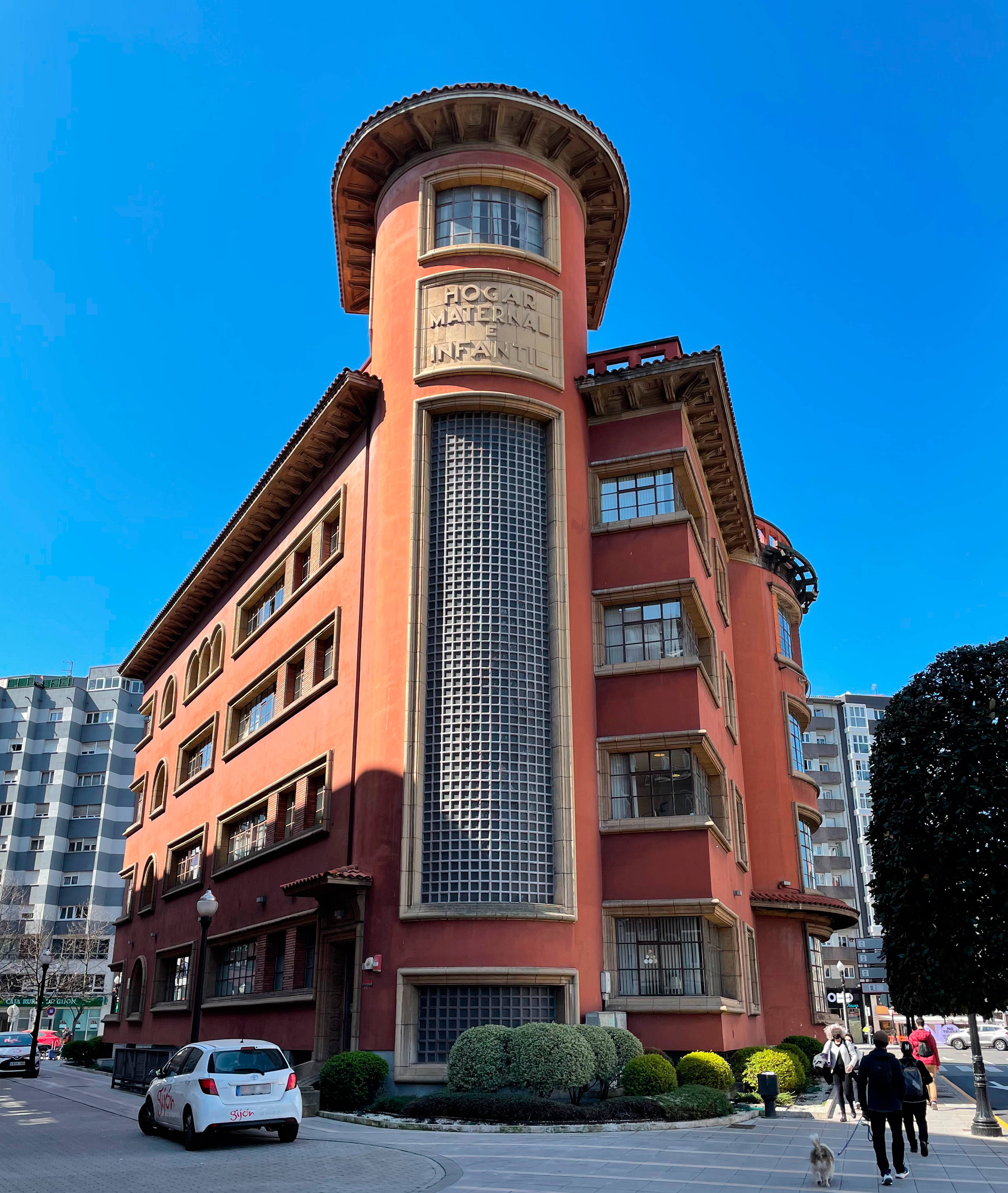
Hogar Maternal e Infantil de Gijón.

Las crecientes necesidades surgidas tras la Guerra Civil (1936-39) hicieron que se construyera un nuevo edificio, el Hogar Maternal e Infantil, conocido como la “Casa Rosada”. Fue proyectado por Pedro Cabello Maíz (1888-1973) e inaugurado en 1949. Contaba con los servicios de comedor para embarazadas y madres lactantes, una escuela de oficios para madres, en la que recibían enseñanzas que les facilitaban la posibilidad de acceder al mundo laboral, así como espacios para recoger a las criaturas que transitaban por las calles sin hogar.
Los últimos proyectos no pudieron materializarse para lo que estaban pensados. El mismo Pedro Cabello diseñó un jardín infantil que entre La Gota de Leche y la Casa Rosada permitiría crear un espacio de ocio y esparcimiento para niños u niñas, con toboganes, tiovivos, biblioteca y espacios para juegos. Finalmente, en 1959 la Junta de Protección de Menores de Gijón quiso hacer viable una Casa Familiar, un hogar para niños y niñas en abandono, así como un Hospital que hiciera frente a las necesidades de atención y cura de las enfermedades de la infancia gijonesa. Aunque el edificio se llevó a término, no llegó a realizar las funciones para las que estaba diseñado. El jardín nunca se materializó.
Otros aspectos que conviene destacar de la obra del doctor Avelino González están referidos a su dedicación a la infancia en la organización de las cabalgatas de Reyes, el reparto de juguetes, la gestión de comedores escolares y el monumento a Sir Alexander Fleming.

## La vacunación
La poliomielitis fue una enfermedad que produjo muertes, graves secuelas motoras, bien conocida a partir de las primeras décadas del siglo XX. En 1949 los tres científicos Thomas H. WeIler (1915-2008), Frederik Chapman Robbins (1916-2003) y John Franklin Enders (1897-1985), que compartieron el Nobel de Fisiología o Medicina en 1954, lograron con éxito estudiar el virus que causaba la polio. Con sus investigaciones, Jonas Edward Salk (1914-1995) materializó la vacuna conocida como método Salk.
A Gijón llegó la primera vacuna en 1958 y comenzaron las campañas de vacunación, y en esto, Avelino González también fue pionero en la ciudad. Hizo una importante campaña de propaganda en los periódicos y en la radio. Al cargo de la Dirección de la Junta de Protección de Menores de Gijón impulso al menos tres campañas: 1959, 1963 y 1965. En 1960 se celebra en Oviedo el III Congreso Nacional de la Sociedad Española de Rehabilitación, en este Congreso, Avelino González resaltó e intervino en el beneficio de la vacunación.
Junto con la vacuna contra la poliomielitis ya estaban disponibles para niños y niñas la antivariólica y la antidiftérica. Avelino González insistió en 1962 en la necesidad de unir esfuerzos para que las estas tres vacunas que eran básicas fuesen gratuitas y accesibles a toda la población infantil.